# 日本堤
日本堤（にほんづつみ）は、東京都台東区の町名。現行行政地名は日本堤一丁目および日本堤二丁目。地名の元となった「日本堤」についても記述する。

## 地理
台東区の北部に位置する。町域東部は台東区清川に接する。町域南部は日の出会通りに接し、これを境に台東区東浅草に接する。町域西部は土手通りに接しこれを境に台東区千束・台東区竜泉・台東区三ノ輪一丁目にそれぞれ接する。町域北部は、明治通りに接しこれを境に荒川区南千住・台東区三ノ輪二丁目に接する。
町域内は商店や各種事業所、住居等が混在しているほか、東部には大阪市の釜ヶ崎、横浜市の寿町と並んで称される日本の三大人足寄場の一つとして日雇い労働者が集まる「山谷」の一画を含んでおり簡易宿泊所（通称「ドヤ」）が多く見られ、2008年12月末現在の簡易宿泊所は53軒を数える。北東端には泪橋交差点がある。いろは会商店街が日本堤一丁目のほぼ中央を東西に伸びている。この商店街は漫画『あしたのジョー』の舞台が商店街の近くの泪橋であることから、同作品を利用した街おこしを行っている。かつては皮革業の工場が多く見られたが、現在は多くが移転・廃業している。

## 歴史

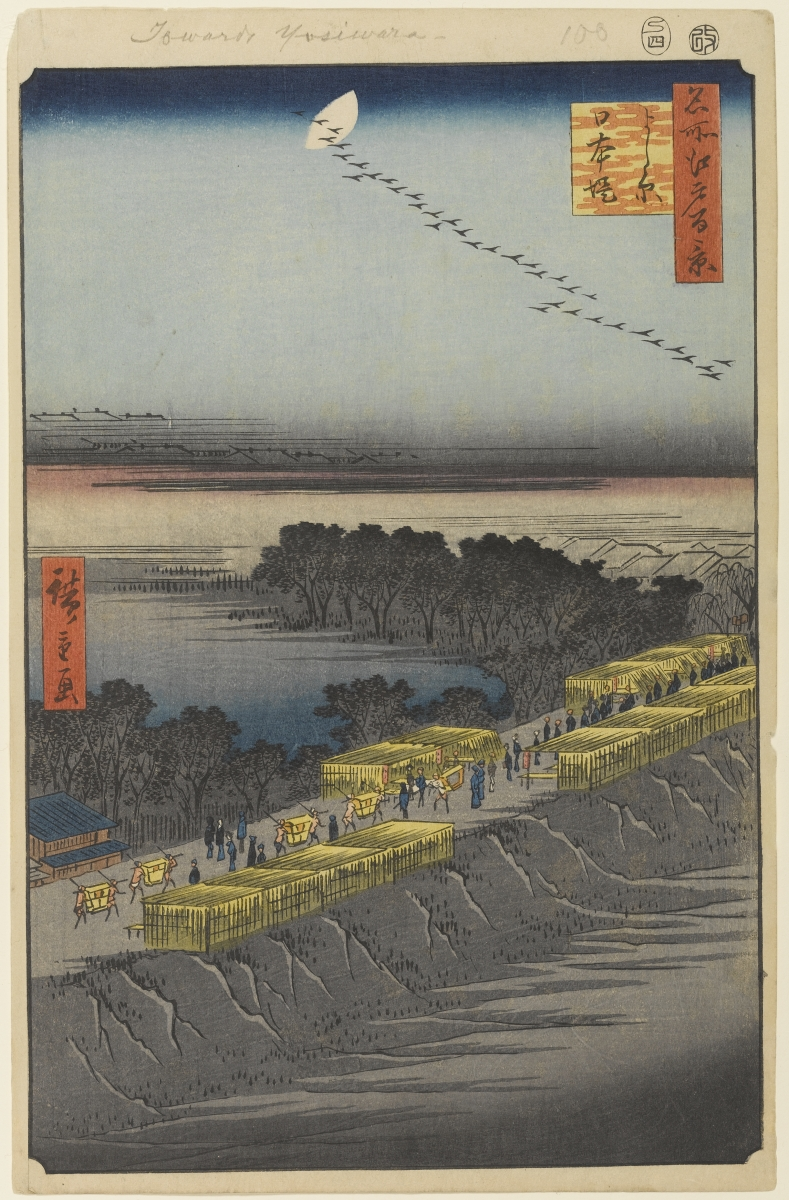
歌川広重「名所江戸百景」に描かれた日本堤。やや誇張されてはいるが、土手状に作られていた地形がよく分かる

### 日本堤の地理と地名の由来
かつてこの一帯は入間川（現：隅田川）の氾濫原に当たり、石浜（現：石浜神社付近）から真土山（現：待乳山本龍院）、浅草（現：浅草寺付近）、鳥越岡（現：鳥越神社付近）の高台からなる自然堤防の背後の広大な後背湿地だった。この湿地帯は忍ケ岡（上野山の古名）のふもとにまで及び、度重なる洪水によってなかなか陸化せず、当時の図絵に千束池や姫の池などとして見える。
江戸市街も常に氾濫の危険があったが、江戸幕府による荒川をはじめとする治水事業により元和6年（1621年）待乳山を崩した客土で、浅草聖天町の今戸橋（待乳山聖天付近）から北西方向へ箕輪浄閑寺にかけて堤防が築かれた。
全国の諸大名により60余日で完成したため日本堤だともいうが記録がなく確証が薄い。また土手が二本あったから「二本堤」という説もあるが、これも場所が特定できていない。山谷堀はこの土手の北側にあり、石神井用水から分かれた音無川など上流部からの排水路として機能していた。
土手上は周囲を見渡せる見通しのよい街道（6町余りの長さがあったことから土手八丁と呼ばれた）として利用された。明暦の大火の後に土手南側に人形町から遊郭が移転し吉原となってからは「吉原土手」「かよい馴れたる土手八丁」などとも呼ばれ、遊びに通う江戸っ子たちで賑わった。
関東大震災から4年後の1927年（昭和2年）、日本堤は取り崩された。現在は土手通りとして痕跡を留めている。

### 町域名としての沿革
- 1936年（昭和11年）：浅草区地方今戸町、浅草田町一・二丁目、千束町三丁目、新吉原五十間町の各一部、浅草東町の全域が合併して浅草区日本堤一・二丁目が成立。
- 1941年（昭和16年）：さらに地方今戸町、新吉原五十間町、田中町の各一部が合併して日本堤三・四丁目が成立。
- 1943年（昭和18年）：下谷区龍泉寺町の一部が三丁目、下谷区三ノ輪町の一部が四丁目に編入される。
- 1947年（昭和22年）：台東区に所属、浅草を冠称して浅草日本堤一丁目から四丁目となる。
- 1966年（昭和41年）10月1日：東浅草一・二丁目、浅草五丁目、千束四丁目を分離、また同時に残る浅草日本堤三丁目の全部および四丁目の一部と浅草田中町二・三丁目の全部、浅草山谷三・四丁目および三ノ輪町の各一部を併せて冠称を外し、日本堤一・二丁目となる。住居表示を実施。

## 世帯数と人口
2025年（令和7年）3月1日現在（台東区発表）の世帯数と人口は以下の通りである。
| 丁目         | 世帯数    | 人口    |
| ------------ | --------- | ------- |
| 日本堤一丁目 | 2,133世帯 | 2,852人 |
| 日本堤二丁目 | 2,546世帯 | 3,603人 |
| 計           | 4,679世帯 | 6,455人 |

### 人口の変遷
国勢調査による人口の推移。
| 年                 | 人口  |
| ------------------ | ----- |
| 1995年（平成7年）  | 5,880 |
| 2000年（平成12年） | 6,007 |
| 2005年（平成17年） | 5,881 |
| 2010年（平成22年） | 6,243 |
| 2015年（平成27年） | 6,005 |
| 2020年（令和2年）  | 6,520 |

### 世帯数の変遷
国勢調査による世帯数の推移。
| 年                 | 世帯数 |
| ------------------ | ------ |
| 1995年（平成7年）  | 3,166  |
| 2000年（平成12年） | 3,402  |
| 2005年（平成17年） | 3,349  |
| 2010年（平成22年） | 3,959  |
| 2015年（平成27年） | 3,912  |
| 2020年（令和2年）  | 4,451  |

## 学区
区立小・中学校に通う場合、学区は以下の通りとなる（2023年9月現在）。
| 丁目         | 番地     | 小学校               | 中学校             |
| ------------ | -------- | -------------------- | ------------------ |
| 日本堤一丁目 | 全域     | 台東区立東浅草小学校 | 台東区立桜橋中学校 |
| 日本堤二丁目 | 1～35番  | 台東区立東浅草小学校 | 台東区立桜橋中学校 |
| 日本堤二丁目 | 36〜39番 | 台東区立東泉小学校   | 台東区立柏葉中学校 |

## 交通

### 鉄道
町域内に鉄道駅はない。北側に南千住駅（JR常磐快速線・つくばエクスプレス・東京メトロ日比谷線）、北西側に三ノ輪駅（東京メトロ日比谷線）が設置されている。

### バス
- 都バス草64 日本堤
- 都バス上46・東42乙の「清川二丁目」の南千住行きバス停[20]。

## 事業所
2021年（令和3年）現在の経済センサス調査による事業所数と従業員数は以下の通りである。
| 丁目         | 事業所数  | 従業員数 |
| ------------ | --------- | -------- |
| 日本堤一丁目 | 161事業所 | 768人    |
| 日本堤二丁目 | 124事業所 | 816人    |
| 計           | 285事業所 | 1,584人  |

### 事業者数の変遷
経済センサスによる事業所数の推移。
| 年                 | 事業者数 |
| ------------------ | -------- |
| 2016年（平成28年） | 343      |
| 2021年（令和3年）  | 285      |

### 従業員数の変遷
経済センサスによる従業員数の推移。
| 年                 | 従業員数 |
| ------------------ | -------- |
| 2016年（平成28年） | 1,650    |
| 2021年（令和3年）  | 1,584    |

## 施設
- 浅草警察署日本堤交番 - 2008年までの名称は山谷地区交番。マンモス交番の通称で知られる4階建ての交番。
- 台東区立日本堤子ども家庭支援センター
- 公益財団法人 城北労働・福祉センター - 1965年に設立された「東京都城北福祉センター」[6]および「財団法人 山谷労働センター」を前身とする[23]。山谷地区に居住する日雇労働者を対象として生活相談・生活援護・職業紹介等を行っている[23]。
- 台東日本堤郵便局
- 康保会乳児保育所
- 堤児童公園
- 土手の伊勢屋 - 天丼で知られる料理店。1889年（明治22年）創業。
- スーパーシマダヤ（島田屋日本堤店・本部）
- 日本基督教団日本堤伝道所センター
- Missionaries of Charity（日本名：神の愛の宣教者会）（マザー・テレサが創設したカトリック修道会の、日本で唯一の男子修道院）
- 日本キリスト教団山谷兄弟の家伝道所

東京消防庁日本堤消防署は町域外の千束一丁目に所在している。また、公共職業安定所は町域内にはないが労働課窓口業務については隣接する清川に設置された上野公共職業安定所玉姫労働出張所の、その他は上野公共職業安定所の管轄となっている。

### 現存しない施設
- 台東区立田中小学校

## その他

### 日本郵便
- 郵便番号 : 111-0021[3]（集配局 : 浅草郵便局[24]）。